# Estación de Frutigen
La estación de Frutigen es la estación ferroviaria de la comuna suiza de Frutigen en el Cantón de Berna.
La estación está ubicada en la línea Berna - Lötschberg - Simplon, que une a la capital suiza con Italia. Desde el año 2007 está abierto el nuevo Túnel de base de Lötschberg que empieza en esta estación y acaba en Visp, en el valle del Ródano, y que permite atravesar la zona de los Alpes del Valais de una manera mucho más rápida. Desde esa fecha, la mayor parte de los trenes, especialmente los de larga distancia, usan este nuevo túnel.

## Servicios ferroviarios
La mayoría de los trenes que efectúan parada en la estación de Frutigen son gestionados por BLS. La oferta de trenes regionales que paran en la estación es la siguiente:
- RE Berna - Thun - Spiez - Frutigen - Brig. Este servicio RegioExpress tiene una frecuencia de una hora por sentido, y circula por el trazado clásico del paso del Lötschberg. Para en todas las estaciones de la línea entre Brig y Spiez. Es el único servicio ferroviario regular con el que cuentan los pueblos y comunas del tramo Brig - Frutigen, como Kandersteg.

- R Spiez - Frutigen. Existen varias frecuencias al día, que se reparten a primera hora de la mañana y por la tarde. Tienen parada en las dos estaciones existentes entre Spiez y Frutigen, Reichenbach im Kandertal y Mülenen.

Además de estos servicios de carácter regional, Frutigen cuenta con la parada de un tren InterCity al día y por sentido, operado por los SBB-CFF-FFS:
- IC Berna - Thun - Spiez - Frutigen - Visp - Brig. Solo para en sentido Brig, pasando por la estación de Frutigen sobre las 23:15. Usa el Túnel de base de Lötschberg.

- IC Brig - Visp - Frutigen - Spiez - Thun - Berna - Zúrich - Winterthur - Romanshorn. Solo para en sentido Romanshorn, pasando por Frutigen hacia las 6:10. Usa el Túnel de base de Lötschberg, y supone la única conexión directa desde Frutigen hasta Zúrich, Winterthur o Romanshorn , sin existir posibilidad de un trayecto de vuelta de forma directa, sin efectuar transbordo.